# فهالنج
فهالنج، روستایی است از توابع بخش مرکزی شهرستان طبس استان خراسان جنوبی ایران و در فاصله ۱۸ کیلومتری از طبس قرار دارد.

## جمعیت
این روستا در دهستان نخلستان قرار داشته و بر اساس سرشماری سال ۱۳۸۵ جمعیت آن ۱٬۲۵۸ نفر (۳۳۶ خانوار) بوده‌است.